# Slag aan de Koesjka
Het Panjdeh-incident, in het Russisch bekend als de Slag aan de Koesjka, was een gewapend conflict dat plaatsvond op 30 maart [O.S. 18 maart] 1885 nadat het Russische leger, volgens de Britse geschiedschrijving, Afghaans grondgebied bezette ten zuiden van de Amu Darja en de oase van Mary, bij de Koesjka, een zijrivier van de Murghab, nabij het dorp Panjdeh, nu Serhetabat, in het Russisch eveneens Koesjka genoemd.
De confrontatie tussen Russische en Britse belangen in Centraal-Azië, bekend als The Great Game, duurde tientallen jaren, en de Slag aan de Koesjka bracht deze confrontatie op de rand van een grootschalig gewapend conflict.

## Achtergrond

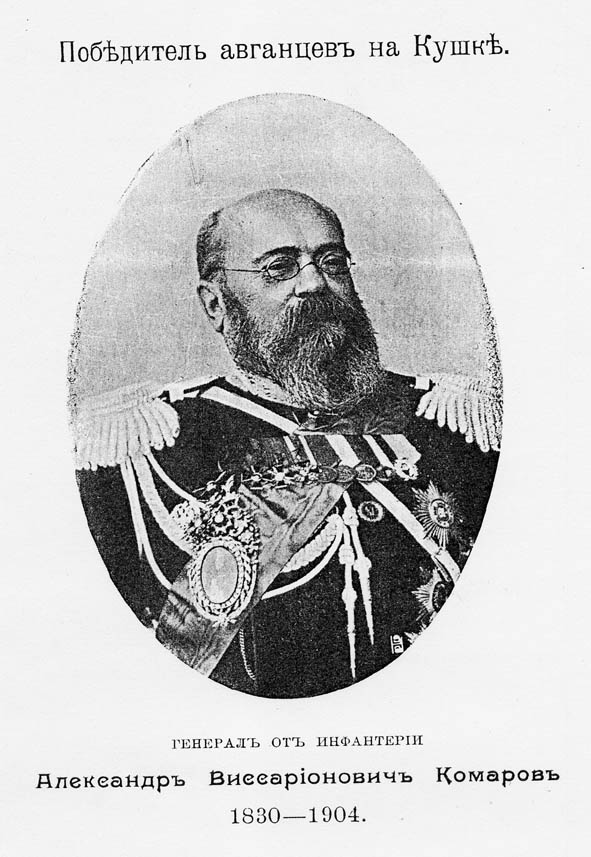
generaal Aleksandr Vissarionovitsj Komarov

Generaal Aleksandr Komarov, die het hoofd was van de oblast Transkaspië (het huidige Turkmenistan), vestigde de aandacht op Mary als "een nest van roof en vernietiging dat de ontwikkeling van bijna heel Centraal-Azië belemmerde." Eind 1883 stuurde hij kapitein Maksoed Alichanov en Teke-majoor Machtoemkoeli Noeverdychanov naar Mary met een aanbod om het Russische staatsburgerschap te aanvaarden. 6 februari [O.S. 25 januari] 1884 arriveerden afgevaardigden uit Mary in Asjchabad, overhandigden Komarov een petitie gericht aan de tsaar om Mary als deel van Rusland te aanvaarden, en legden de eed af.
Na de annexatie van Mary werd het noodzakelijk om de grenzen tussen de nieuwe Russische provincie en het emiraat Afghanistan te definiëren. Het Verenigd Koninkrijk van Groot-Brittannië en Ierland, dat haar belangen daar beschermde, stuurde een afbakeningscommissie met een militair detachement ter bescherming. Rusland stuurde ook haar commissie en een militair detachement onder bevel van generaal Komarov. Tijdens de correspondentie over de benoeming van een Anglo-Russische Grenscommissie betwistte Rusland de Afghaanse aanspraken op de Panjdeh-oase, waarbij ze volhield dat de oase aan Rusland toebehoorde op basis van haar bezit van Mary.
Omdat het emiraat Afghanistan een protectoraat van het Britse Rijk was, maakte Lord Dufferin, de gouverneur-generaal van Brits-Indië, veel ophef, uit angst dat er een Russische invasie van India werd voorbereid. Hij eiste dat de Afghaanse emir gewapend verzet zou bieden tegen de Russische opmars. Afghanistan stuurde troepen naar Panjdeh om haar verdediging te versterken. Toen Komarov hiervan hoorde, ontstak hij in woede. Komarov verklaarde dat de oase schatplichtig was aan Mary en daarom aan Rusland toebehoorde. Hij  beval de Afghaanse troepen onmiddellijk te vertrekken. De Afghaanse commandant weigerde. Komarov wendde zich onmiddellijk tot de Britse speciale commissaris in Afghanistan, generaal Lamsden, en eiste dat hij de Afghaanse troepen zou vertellen dat ze moesten vertrekken. Lamsden weigerde dit te doen.

## Samenstoot

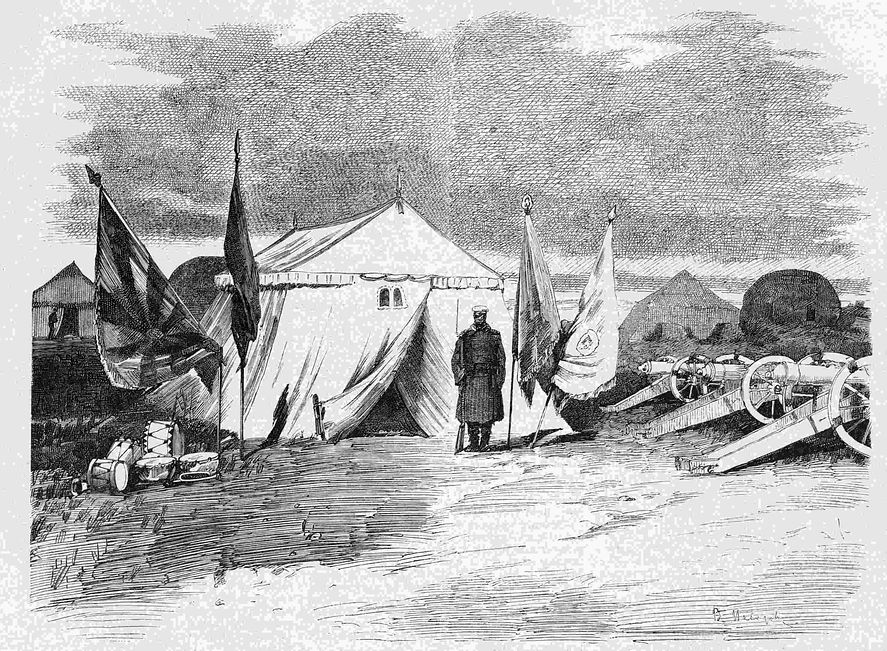
trofeeën bij de tent van generaal Komarov, buitgemaakt door Russische troepen aan de rivier de Koesjka (tekening door Vasili Ivanovitsj Navozov naar een schets van luitenant-kolonel Alichanov)

Vastbesloten om Panjdeh niet door zijn vingers te laten glippen, besloot Komarov van tactiek te veranderen. 25 [O.S. 13] maart  gaf de Russische regering, onder druk van Groot-Brittannië, een eedgarantie dat Russische troepen Panjdeh niet zouden aanvallen als de Afghanen zich zouden onthouden van militaire actie. Drie dagen later herhaalde de Russische minister van Buitenlandse Zaken Nikolaj de Giers dit en voegde eraan toe dat een dergelijke verplichting werd opgelegd met de volledige goedkeuring van de tsaar.
De Afghaanse troepen concentreerden zich op de zuidelijke oever van de rivier de Koesjka, en Russische troepen op de noordelijke oever. Ondanks herhaalde beloften van de Russische regering omsingelden de troepen van Komarov Panjdeh geleidelijk. 24 [O.S. 12] maart waren ze minder dan een mijl verwijderd van haar verdedigers. Komarov stelde de commandant van de Afghaanse troepen nu een ultimatum: óf hij trok de troepen binnen vijf dagen terug, óf de Russen zouden ze zelf verdrijven. De Britse officieren die als militaire adviseurs bij het Afghaanse detachement waren, overtuigden de commandant ervan de strijd aan te gaan.
30 [O.S. 18] maart, toen het ultimatum van generaal Komarov afliep en de Afghanen geen tekenen van terugtrekking vertoonden, gaf hij zijn eenheden het bevel in de aanval te gaan, maar niet als eersten het vuur te openen. Als gevolg hiervan waren de Afghanen de eersten die schoten, waarbij ze het paard van een van de Kozakken verwondden. Hierop kregen de Russische troepen het bevel het vuur te openen op de Afghaanse cavalerie, die op zichtafstand was geconcentreerd. De cavalerie kon het dodelijke vuur niet weerstaan en vluchtte in wanorde. De Afghaanse infanterie vocht echter dapper. Tegen de ochtend werd de vijand teruggedrongen tot voorbij de Poel-i-Chisjti-brug, waarbij hij verliezen leed van ongeveer 600 mensen (in verschillende publicaties variëren de verliezen aan de Afghaanse zijde sterk, variërend van 500 tot meer dan 1.000 doden). De verliezen van de troepen van Komarov bedroegen slechts 9 doden en 45 gewonden. De Russische troepen veroverden het Afghaanse kamp, al hun 8 kanonnen en 2 vaandels.

## Gevolgen
Er werd een Russisch-Britse grenscommissie opgericht, die de moderne noordgrens van Afghanistan zou bepalen. Vertegenwoordigers van de emir namen niet deel aan haar werkzaamheden. De Britse regering eiste dat Rusland Afghanistan Panjdeh zou geven en enkele Turkmeense gebieden. Rusland weigerde, daarbij verwijzend naar het feit dat deze landen voornamelijk door Turkmenen werden bewoond en nooit tot Afghanistan hadden behoord. De Afghaanse emir wilde geen nieuwe oorlog tegen Rusland beginnen. Ook Alexander III, in de volksmond de Vredestichter genoemd, wilde geen verdere oorlog tegen Afghanistan. Beide landen (Rusland en Afghanistan) schreven het incident toe aan een toevallig grensconflict.
De concessies van de keizerlijke vertegenwoordigers waren minimaal. Rusland behield het door Komarov veroverde gebied, waarop in 1890 het fort Koesjka werd gesticht. Vervolgens werd Koesjka het zuidelijkste bewoonde gebied van zowel het Russische Rijk als de Sovjet-Unie.
De grensovereenkomst leverde Afghanistan ook ongewild de soevereiniteit over de Wachan-corridor op.
Het incident werd breeduit besproken in de Europese pers en bracht Rusland, zoals men destijds dacht, aan de rand van oorlog met Groot-Brittannië. Emir Abdoer Rahman Khan, die destijds bij een ontmoeting met Lord Dufferin in Rawalpindi was, probeerde het incident te verzwijgen als een klein grensmisverstand. Lord Ripon, een invloedrijk lid van het kabinet van William Gladstone, benadrukte echter dat elke concessie van de Britten een openlijke Russische interventie in Afghanistan zou aanmoedigen. Niettemin werd een oorlog afgewend dankzij de inspanningen van diplomaten, die van de vertegenwoordigers van de tsaar de verzekering kregen dat zij van plan waren de territoriale integriteit van Afghanistan in de toekomst te respecteren.